# Goodenia gibbosa
Goodenia gibbosa är en tvåhjärtbladig växtart som beskrevs av R.C. Carolin. Goodenia gibbosa ingår i släktet Goodenia och familjen Goodeniaceae. Inga underarter finns listade i Catalogue of Life.